# G Scorpii
G Scorpii (G Sco / HD 161892 / HR 6630) es una estrella de magnitud aparente +3,19 en la constelación del Escorpio.
En el siglo XVIII fue denominada Gamma Telescopii por Nicolas Louis de Lacaille, en una época en que los límites de las constelaciones no estaban claramente definidos.
Su posterior inclusión en la actual constelación del Escorpión llevó a Benjamin Apthorp Gould a asignarla un nuevo nombre, probablemente al considerar que una estrella tan brillante debería tenerlo.
Aunque se desconoce porqué la denominó con la letra «G», posiblemente fuera por haber sido una vez la estrella «Gamma» de Lacaille.
Ocasionalmente también es conocida con el nombre propio de Basanismus.
A 126 años años luz de distancia del sistema solar, G Scorpii es una gigante naranja de tipo espectral K2III no muy distinta de Wei (ε Scorpii), en esta misma constelación.
Con una temperatura efectiva de 4540 K, su luminosidad —incluida la radiación emitida en el infrarrojo— es 104 veces mayor que la luminosidad solar.
La medida directa de su diámetro angular ha permitido evaluar su radio, siendo éste 17,6 veces más grande que el radio solar.
Aunque la masa de estas gigantes siempre es incierta, observaciones de astrosismología llevadas a cabo con el observatorio espacial WIRE han permitido determinar que su masa es de 1,44 masas solares.
Tiene una edad estimada de 3000 millones de años.
Aunque en los catálogos estelares G Scorpii aparece con dos compañeras estelares, visualmente a 40 y 200 segundos de arco, casi con seguridad ambas estrellas no están físicamente vinculadas con ella.